# Belosavci
Belosavci (en serbe cyrillique : Белосавци) est une localité de Serbie située dans la municipalité de Topola, district de Šumadija. Au recensement de 2011, elle comptait 1 020 habitants.
Belosavci est officiellement classé parmi les villages de Serbie.

## Démographie

### Évolution historique de la population
| 1948  | 1953  | 1961  | 1971  | 1981  | 1991  | 2002  | 2011  |
| ----- | ----- | ----- | ----- | ----- | ----- | ----- | ----- |
| 1 397 | 1 445 | 1 461 | 1 419 | 1 353 | 1 269 | 1 182 | 1 020 |

|  |